# Por que as nações fracassam
Why Nations Fail (bra: Por que as nações fracassam; prt: Porque Falham as Nações), publicado pela primeira vez em 2012, é um livro dos economistas Daron Acemoglu e James A. Robinson. O livro aplica conhecimentos de economia institucional, de economia do desenvolvimento e de história econômica para compreender por que razão as nações se desenvolvem de forma diferente, com algumas tendo sucesso na acumulação de poder e prosperidade e outras falhando. O livro utiliza uma vasta gama de estudos de casos históricos.
Os autores também mantinham um site (com blog inativo desde 2014) com discussões sobre o livro.

## Contexto
O livro é o resultado de muitos anos de pesquisas de Daron Acemoglu sobre a teoria do crescimento econômico e de James Robinson sobre as economias da África e da América Latina, bem como de pesquisas de muitos outros autores. Contém uma interpretação da história de vários países, tanto extintos como modernos, do ponto de vista de uma nova escola institucional. A ideia central de muitos dos trabalhos dos autores é o papel das instituições na obtenção de um elevado nível de bem-estar nos países. Um livro anterior dos autores, The Economic Origins of Dictatorship and Democracy, é dedicado ao mesmo tema, mas não continha um grande número de vários exemplos históricos.
Os autores entram indiretamente em uma discussão polêmica com autores de outras teorias que explicam a desigualdade global: os autores de interpretações de teoria geográfica Jeffrey Sachs e Jared Diamond, representantes da teoria da ignorância da elite Abhijit Banerjee e Esther Duflo, Seymour Martin Lipset e sua teoria de modernização, bem como com vários tipos de teorias culturais: a teoria de David Landes sobre a estrutura cultural diferenciada dos habitantes do Norte da Europa, a teoria de David Fischer sobre a influência positiva da cultura britânica, com a teoria de Max Weber sobre a influência da ética protestante no desenvolvimento econômico. Eles criticaram duramente a teoria geográfica como "incapaz de explicar não apenas a desigualdade global em geral", mas também o fato de que muitos países permaneceram estagnados durante muito tempo, e depois, em determinado momento, iniciaram um rápido crescimento económico sem que sua posição geográfica tenha mudado.
Simon Johnson foi coautor de muitas das obras de Acemoglu e Robinson, mas não participou do trabalho do livro. Por exemplo, em um artigo de 2002, mostraram por meio de análise estatística que os fatores institucionais superam a cultura e a geografia na determinação do PIB per capita de diferentes países. Em um artigo de 2001 mostraram como a mortalidade entre os colonos europeus nas colónias influenciou o estabelecimento de instituições e o desenvolvimento posterior destes territórios.

## Conteúdo

### Condições para o desenvolvimento sustentável
Começando com uma descrição de Nogales, no Arizona, e Nogales, em Sonora, os autores questionam as razões da dramática diferença nos padrões de vida em ambos os lados do muro que separa as duas cidades. O livro centra-se na forma como alguns países conseguiram alcançar elevados níveis de prosperidade, enquanto outros falharam consistentemente. Os países que conseguiram atingir um elevado nível de bem-estar apresentaram durante muito tempo taxas elevadas e estáveis de crescimento económico: este estado econômico é por eles denominado de desenvolvimento sustentável. É acompanhado por uma constante mudança e aprimoramento de tecnologias — processo denominado progresso científico e tecnológico. Procurando as razões pelas quais em alguns países observa-se este fenómeno, enquanto outros parecem estar congelado no tempo, os autores chegam à conclusão de que para que ocorra progresso científico e tecnológico é necessário proteger os direitos de propriedade de amplas camadas da sociedade e da capacidade de indivíduos de receber rendimentos de seus empreendimentos e de suas inovações (incluindo o direto a patentes de invenções). Mas assim que um cidadão recebe uma patente, ele imediatamente passa a ter um interesse em obstruir que novas patentes melhores que sua invenção sejam registradas, para que ele possa receber duradouramente os rendimentos de sua invenção. Portanto, para o desenvolvimento sustentável, é necessário que exista um mecanismo que não lhe permita fazer isso, porque juntamente com a patente, ele recebe um rendimento substancial. Os autores chegam à conclusão de que tal mecanismo são instituições políticas pluralistas que permitem que amplos setores da sociedade participem do governo do país. Neste exemplo, o inventor da patente anterior perde, mas todos os outros ganham. Com instituições políticas pluralistas, toma-se uma decisão benéfica para a maioria, o que significa que o inventor da anterior não poderá impedir a patente de uma nova invenção e, assim, haverá um aprimoramento tecnológico contínuo. A interpretação do crescimento económico como uma mudança constante de bens e tecnologias foi proposta pela primeira vez por Joseph Schumpeter, que chamou este processo de destruição criativa. Na forma de modelo econômico, este conceito foi implementado por Philippe Aghion e Peter Howitt no modelo Aghion-Howitt, onde o incentivo para o desenvolvimento de novos produtos é o lucro monopolista de sua produção, que termina após a invenção de um produto melhor. Dado que só as instituições políticas pluralistas podem garantir que os proprietários dos monopólios existentes, utilizando o seu poder económico, não conseguirão bloquear a introdução de novas tecnologias, estas, segundo os autores, são uma condição necessária para a transição do país para o desenvolvimento sustentável. Outro pré-requisito é um nível suficiente de centralização do poder no país, porque na ausência disso, o pluralismo político pode transformar-se em caos. A base teórica do trabalho dos autores é apresentada em um artigo conjunto com Simon Johnson, e os autores também observam a grande influência do trabalho de Douglass North em seus pontos de vista.
Os autores reforçam sua posição analisando o desenvolvimento econômico de vários países e sociedades modernas e outras já desaparecidas: os EUA ;a Inglaterra medieval e o Império Britânico; a França; a República de Veneza; a República Romana e o Império Romano; a Áustria-Hungria; Império Russo, a URSS e Rússia moderna; a Espanha e suas muitas ex-colônias: Argentina, Venezuela, Guatemala, Colômbia, México e Peru; o Brasil; o período colonial da região do Caribe; a civilização maia; a cultura natufiana; o Império Otomano e a Turquia moderna; o Japão ; a Coreia do Norte e a Coreia do Sul; os impérios Ming e Qing e a China moderna; os sultanatos de Tidore, Ternate e Bakan, o estado insular de Ambon e outras comunidades no território da Indonésia atualmente, e as consequências do impacto da Companhia Holandesa das Índias Orientais sobre eles; a Austrália; a Somália e o Afeganistão; os reinos de Aksum e a Etiópia moderna; a África do Sul, o Zimbabué eBotswana; os reinos do Congo e de Cuba, e a República Democrática do Congo atual; os estados de Oyo, Daomé e Ashanti, e Gana moderna; a Serra Leoa; o Egito moderno e Uzbequistão. Os críticos observam por unanimidade a riqueza de exemplos históricos do livro.

### Comparando dois tipos de instituições
O papel decisivo para o desenvolvimento dos países, segundo os autores, é desempenhado pelas instituições — um conjunto de regras e mecanismos formais e informais para coagir os indivíduos a cumprir regras existentes na sociedade. Acemoglu e Robinson dividem as instituições em dois grandes grupos: políticas e econômicas. As primeiras regulam a distribuição de competências entre as diversas autoridades do país e o procedimento de formação desses órgãos, e as segundas regulam as relações patrimoniais dos cidadãos. O conceito de Acemoglu e Robinson consiste em opor dois arquétipos: as instiuições econômicas e políticas chamadas “extrativas” (“extrair”, “espremer”) e as “inclusivas” (“incluir”, “unir”), que em ambos os casos se reforçam e se apoiam mutuamente.
As instituições econômicas inclusivas protegem os direitos de propriedade de amplos sectores da sociedade (não apenas da elite), não permitem a alienação injustificada de propriedade e permitem que todos os cidadãos participem nas relações económicas para obter lucros. Nas condições de tais instituições, os trabalhadores estão interessados em aumentar a produtividade do trabalho. Os primeiros exemplos de tais instituições são a commenda na República de Veneza e as patentes de invenções. A existência a longo prazo de tais instituições econômicas, segundo os autores, é impossível sem instituições políticas inclusivas que permitam que amplos sectores da sociedade participem no governo do país e tomem decisões que sejam benéficas para a maioria. Estas instituições são a base de todas as democracias liberais modernas. Na ausência de tais instituições, quando o poder político é usurpado por um pequeno estrato da sociedade, mais cedo ou mais tarde, este estrato utilizará tal poder para ganhos de poder econômico,  ataques aos direitos de propriedade de outros e, portanto, para destruir instituições econômicas inclusivas.
As instituições econômicas extrativas excluem grandes segmentos da população da distribuição do rendimento das suas próprias atividades. Impedem que todos, exceto a elite, se beneficiem da participação nas relações econômicas; para a elite, ao contrário, é permitido até alienar a propriedade daqueles que pertencem a outros grupos. Exemplos incluem a escravidão, a servidão e a encomienda. No contexto de tais instituições, os trabalhadores não têm incentivos para aumentar a produtividade do trabalho, uma vez que todo ou quase todo o rendimento adicional será tomado pela elite. Tais instituições econômicas são acompanhadas por instituições políticas extrativas que excluem grandes setores da população do governo e concentram todo o poder político nas mãos de um estrato estreito da sociedade (por exemplo, a nobreza). Entre os exemplos, estão as monarquias absolutistas e vários tipos de regimes ditatoriais e totalitários, bem como regimes autoritários com elementos externos de democracia (constituição e eleições), tão difundidos no mundo moderno, onde o governantes recebem o apoio de estruturas de poder: o exército, a polícia e tribunais dependentes. O próprio fato de haver eleições em um país não significa que as suas instituições não possam ser classificadas como extrativas: a concorrência pode ser desonesta, as oportunidades dos candidatos e o seu acesso aos meios de comunicação social podem ser desiguais, e a votação pode ser conduzida com inúmeras violações, e nestes casos, as eleições são apenas um espetáculo, cujo final é conhecido de antemão.

### Análise do desenvolvimento econômico de diferentes países
Acemoglu e Robinson analisam os fatores que contribuem para o sucesso ou fracasso dos Estados em seu livro. Argumentam que as explicações habitualmente citadas, como a geografia, o clima, a cultura, a religião, a raça ou a ignorância dos líderes políticos, são insuficientes.
Para apoiar a sua tese, os autores comparam estudos de caso de diferentes países. Destacam exemplos como a Coreia do Norte e a Coreia do Sul, onde fatores semelhantes levaram a resultados econômicos divergentes. Também examinam as cidades fronteiriças para analisar o impacto dos ambientes institucionais na prosperidade.
O principal argumento de Acemoglu e Robinson é que as instituições econômicas e políticas inclusivas são cruciais para a prosperidade econômica. As instituições inclusivas permitem uma ampla participação na tomada de decisões e proporcionam incentivos ao talento e à criatividade. Por outro lado, as instituições extrativas, que beneficiam uma pequena elite, dificultam o crescimento econômico.
Os autores utilizam exemplos históricos, como a Revolução Gloriosa na Grã-Bretanha, para ilustrar a importância do pluralismo democrático para o desenvolvimento econômico. Discutem também o boom econômico da China, atribuindo-o a políticas económicas cada vez mais inclusivas.
Segundo Acemoglu e Robinson, o crescimento econômico pode levar a mudanças nas instituições políticas. Advertem que, se a China não melhorar o seu equilíbrio político, poderá enfrentar um colapso semelhante ao da União Soviética na década de 1990.

## Teorias
O livro explora duas teorias principais. A primeira examina os fatores que impulsionam os regimes democráticos e ditatoriais. A segunda investiga mais aprofundadamente como os regimes democráticos promovem o crescimento econômico, enquanto os regimes ditatoriais o impedem.

### Motores da democracia
A teoria de Acemoglu e Robinson sobre as forças motrizes da democracia baseia-se em seus trabalhos anteriores sobre teoria dos jogos. Em um artigo, examinam a democratização histórica da Europa Ocidental e da América Latina e destacam o papel das ameaças revolucionárias e dos desejos das elites de redistribuição econômica na transição para a democracia.
Os autores estabelecem várias premissas em seu modelo teórico dos jogos. Eles presumem que a sociedade está dividida numa classe rica e numa classe pobre, que os regimes são democráticos ou não democráticos e que as preferências das pessoas se baseiam exclusivamente na redistribuição monetária. Consideram também as preocupações das pessoas relativamente à redistribuição futura e à flutuação da produção econômica de um país. Além disso, os indivíduos na sociedade visam maximizar a sua própria utilidade.
No seu modelo, um país começa como uma sociedade não democrática onde um pequeno grupo rico controla a riqueza e governa a maioria pobre. Os ricos determinam a taxa de tributação e os pobres podem aceitar a redistribuição oferecida ou optar pela revolta, o que tem um custo. O resultado do jogo depende da proposta de tributação dos ricos e da decisão dos pobres de se revoltarem ou não.
A democratização ocorre quando os ricos aumentam voluntariamente a redistribuição monetária e o direito de voto aos pobres para evitar a revolução.
| Variável                                                        | Mudança na variável | Payoff da população Sem revolução | Payoff da população Com revolução | Payoff da elite Sem revolução | Payoff da elite Com revolução | Maior probabilidade de democratização? | Por que |
| --------------------------------------------------------------- | ------------------- | --------------------------------- | --------------------------------- | ----------------------------- | ----------------------------- | -------------------------------------- | --- |
| Produção económica anual                                        | Diminui             | Diminui                           | Inalterado                        | Diminui                       | Inalterado                    | Sim                                    | Durante uma recessão econômica, a produção diminui e, portanto, os pobres têm maior incentivo para recorrer mais à revolução. Para compensar isso, os ricos aumentariam a redistribuição e o direito de voto para evitar que os pobres se revoltassem.                |
| Custo para a população caso tentem uma revolução                | Diminui             | Inalterado                        | Aumenta                           | Inalterado                    | Inalterado                    | Sim                                    | Com um custo de revolução mais baixo (por exemplo, o custo é mais baixo para quem está desempregado do que para quem está empregado), os pobres tendem a recorrer mais à revolução; os ricos dariam assim mais benefícios aos pobres para evitar que isso acontecesse |
| Custo para a elite caso de uma revolução seja bem sucedida      | Aumenta             | Inalterado                        | Inalterado                        | Inalterado                    | Diminui                       | Sim                                    | Com punições mais elevadas, os ricos estariam mais dispostos a aumentar a redistribuição para os pobres para evitar punições mais severas. |
| Benefício para a população caso uma revolução seja bem-sucedida | Aumenta             | Inalterado                        | Aumenta                           | Inalterado                    | Inalterado                    | Sim                                    | Se os benefícios da revolução forem maiores, a revolução atrai mais os pobres e, portanto, os ricos terão novamente mais incentivos para redistribuir para evitar a revolução.                                                                                        |

A análise sugere que a constante ameaça de revolução motiva os ricos a democratizarem-se. Esta teoria está alinhada com um artigo de Clark, Golder e Golder, que discute como os governos decidem se exploram ou protegem os cidadãos com base nos benefícios, enquanto os cidadãos podem optar por sair, permanecer leais ou expressar as suas preocupações por meio de protestos. Da mesma forma, este jogo também fornece insights sobre como variáveis como payoff, custo da liberdade de expressão e valor da lealdade mudam o comportamento do Estado.

### Como a democracia afeta o desempenho econômico
A segunda parte de Porque as nações fracassam explora a ligação entre instituições políticas inclusivas e crescimento econômico. Esta ideia foi discutida anteriormente em um artigo de Acemoglu e Robinson intitulado Institutions as the Fundamental Cause for Long-Run Growth. A teoria de Acemoglu e Robinson explica os vários níveis de desenvolvimento econômico nos países utilizando uma único estrutura.
As instituições políticas, como uma constituição, determinam a distribuição de jure do poder político, enquanto a distribuição dos recursos econômicos determina a distribuição real do poder político. Tanto a distribuição de jure como a real têm impacto nas instituições econômicas e na forma como a produção é conduzida. Elas também moldam as futuras instituições políticas. As instituições econômicas também determinam a distribuição de recursos para o futuro. Essa estrutura depende do tempo, uma vez que as instituições de hoje determinam o crescimento econômico e as instituições de amanhã.
Por exemplo, antes da Revolução Gloriosa, o poder político na Europa, particularmente na Inglaterra, estava concentrado nas mãos do monarca. No entanto, os lucros crescentes do comércio internacional levaram ao surgimento de uma nobreza comercialmente engajada e de uma classe mercantil em ascensão. Esses grupos desempenharam um papel significativo na economia e contribuíram com uma parcela substancial da receita fiscal para o monarca. Como resultado, as instituições políticas e econômicas começaram a favorecer a classe mercantil, levando eventualmente à queda do sistema monárquico na Inglaterra e ao estabelecimento de instituições econômicas eficientes.
Num outro artigo com Simon Johnson no MIT chamado The Colonial Origins of Comparative Development: An Empirical Investigation, os autores utilizam uma experiência natural na história para mostrar que diferentes instituições resultam em diferentes níveis de crescimento económico. Analisam as escolhas institucionais feitas durante o período colonial de várias nações e o seu impacto no desenvolvimento econômico moderno. O estudo revela que em países onde doenças locais dificultaram a sobrevivência dos colonizadores (alta taxa de mortalidade), estes estabeleceram regimes extrativos, resultando hoje em um fraco crescimento econômico. Por outro lado, em regiões com taxas de mortalidade mais baixas, os colonizadores estabeleceram-se e replicaram instituições dos seus países de origem, como se viu na colonização bem sucedida da Austrália e dos Estados Unidos. Portanto, a taxa de mortalidade entre os colonos há centenas de anos determinou o crescimento econômico das atuais nações pós-coloniais, colocando-as em caminhos institucionais divergentes.
A teoria da interação entre instituições políticas e econômicas é ainda reforçada por Acemoglu, Johnson e Robinson em The Rise of Europe: Atlantic Trade, Institutional Change, and Economic Growth, que cobre a ascensão econômica da Europa após 1500. O artigo mostra que o comércio transatlântico depois de 1500 aumentou os lucros do comércio e criou assim uma classe mercantil que estava em posição de desafiar o poder monárquico. Por meio de uma análise de regressão, os autores revelam também uma interação significativa entre o Comércio Atlântico e as instituições políticas. Especificamente, a presença de um monarca absolutista dificulta o impacto econômico do comércio trans-atlântico. Isto explica porque é que a Espanha, apesar de ter acesso ao mesmo comércio, ficou atrás da Inglaterra no desenvolvimento econômico.

## Recepção
As reviews abaixo são respostas notáveis, direta ou indiretamente dirigidas ao livro, aos autores ou aos argumentos apresentados pelo livro. A seção abaixo está organizada em ordem alfabética.

### Arvind Subramanian
O economista indiano Arvind Subramanian,  em publicação no The American Interest, aponta um possível problema de causalidade reversa na teoria de Acemoglu e Robinson. Ele argumenta que Por que as nações fracassam presume que as instituições políticas causam o desempenho econômico, mas a teoria da modernização sugere que a modernização econômica também pode levar a melhorias nas instituições políticas. O livro não aborda por que essa perspectiva alternativa não é válida. No entanto, um artigo de 2001 de Acemoglu e Johnson tentam responder a esta questão utilizando um teste de regressão em duas fases, citado no livro.
Segundo Subramanian, o livro também não explica o recente crescimento econômico da China e da Índia. A China, sob um regime autoritário, alcançou um rápido crescimento econômico, enquanto a Índia democrática ficou para trás. Isto desafia a teoria do livro sobre instituições políticas inclusivas e extrativistas. É insatisfatório que a teoria não consiga explicar a situação de uma parcela tão grande da população mundial, e é improvável que a China ou a Índia mudem significativamente em um futuro próximo, de acordo com a previsão do livro.
Acemoglu e Robinson contrapõem que a sua teoria distingue entre instituições políticas e econômicas, e que não são as instituições políticas que contribuem diretamente para o crescimento, mas sim as instituições econômicas moldadas pelas instituições políticas. Na China, observam, as instituições políticas têm desempenhado um papel na condução de reformas econômicas desde 1978, quando Deng Xiaoping implementou a política de abertura. Isto apoia a ideia de que as mudanças nas instituições políticas podem moldar as instituições econômicas e impactar o desempenho da economia. Espera-se que o crescimento econômico da China também influencie as suas instituições políticas no futuro. No entanto, se a China continuar a ser um regime autoritário e tornar-se tão rica como os EUA ou a Alemanha, seria uma excepção a esta teoria.
No caso da Índia, os autores argumentam que existe uma distinção entre instituições políticas inclusivas e democracia eleitoral. O sistema político da Índia tem sido dominado pelo Partido do Congresso e há problemas de corrupção, acusações criminais contra legisladores e desigualdade baseada em castas. A má qualidade da democracia e as instituições políticas deficientes na Índia contribuem para as suas instituições econômicas deficientes e dificultam o crescimento econômico.

### David R. Henderson
David R. Henderson escreveu uma resenha predominantemente positiva na revista Regultion, mas criticou os autores pela inconsistência em relação ao papel de um governo central na promoção do desenvolvimento. Os autores atribuem o fracasso de Estados como o Afeganistão, o Haiti e o Nepal à falta de um governo central forte, mas também aceitam um governo fraco para o crescimento, como visto no exemplo da Somália. Henderson aponta ainda dois erros cometidos pelos autores em relação aos Estados Unidos. Em primeiro lugar, acusam falsamente “monopolistas” como Rockefeller de serem potências extrativas, quando na realidade Rockefeller baixou o preço do petróleo para aumentar sua participação de mercado. Em segundo lugar, ignoram os estudos sobre a história econômica americana entre a Guerra Civil e os movimentos pelos direitos civis, não reconhecendo que o Sul estava na verdade convergindo com o Norte.

### Francisco Fukuyama
Em seu artigo na The American Interest, Francis Fukuyama criticou o argumento de Acemoglu e Robinson por ser semelhante a um livro de North, Wallis e Weingast em 2009. Fukuyama concorda com a conclusão do livro de que as economias fracassadas são muitas vezes devidas a instituições que beneficiam as elites. No entanto, ele argumenta que a abordagem simplifica excessivamente a questão, agrupando diferentes instituições e fazendo comparações erradas entre sociedades. Fukuyama também discorda das evidências históricas usadas para defender o argumento. Ele menciona especificamente que o argumento não se aplica à China moderna.
Acemoglu e Robinson responderam aos comentários de Fukuyama, afirmando que o seu trabalho se baseia e complementa o trabalho de North et al. Em segundo lugar, defendem a simplificação como forma de analisar instituições políticas complexas. Também atribuem o crescimento econômico da China a algum nível de inclusão, mas preveem que não atingirá o mesmo nível de rendimento per capita que Espanha ou Portugal com as atuais instituições extrativas.

### Jared Diamond
Na resenha do livro de Jared Diamond na The New York Review of Books, ele diz que a teoria do livro se concentra exclusivamente nas instituições e ignora outros fatores como a geografia. Uma questão do argumento dos autores é a endogeneidade: o que explica as boas instituições políticas se elas são a causa do crescimento econômico? Diamond propõe uma teoria das causas geográficas das diferenças de desenvolvimento, comparando áreas tropicais e temperadas. Ele sugere que as diferenças na riqueza se devem às condições meteorológicas, tais como taxas de doenças mais elevadas e menor produtividade agrícola nas zonas tropicais. Diamond também critica Acemoglu e Robinson pelo seu foco restrito a pequenos eventos históricos, como a Revolução Gloriosa, enquanto ignoram a prosperidade na Europa Ocidental.
Em resposta às críticas de Diamond, os autores respondem que os argumentos do livro levam em conta fatores geográficos, mas que a geografia não explica os diferentes níveis de desenvolvimento. Acemoglu e Robinson vêem a geografia como um fator inicial para um país, mas o seu impacto no desenvolvimento é determinado pelas instituições. Eles introduzem a teoria da inversão da fortuna, que explica como países anteriormente pobres como os EUA, a Austrália e o Canadá tornaram-se ricos apesar dos recursos naturais limitados. Também rejeitam a teoria da “maldição dos recursos”, enfatizando a importância das instituições na definição da utilização dos recursos naturais por um país ao longo da história.
Diamond discordou da resposta de Acemoglu e Robinson e reiterou seu argumento sobre as imprecisões do livro. Ele enfatizou a importância dos fatores geográficos na determinação da riqueza ou da pobreza de um país. Por exemplo, salientou que a prevalência de doenças tropicais na Zâmbia leva a doenças prolongadas entre os trabalhadores do sexo masculino, reduzindo grandemente a sua produtividade. Diamond também destacou como a geografia influencia o estabelecimento de plantações locais e o desenvolvimento de práticas agrícolas antigas. Estas práticas, por sua vez, moldam estilos de vida sedentários e interações sociais, que em última análise dão origem a instituições sociais distintas e a resultados econômicos variados entre as nações.

### Jeffrey Sachs
De acordo com Jeffrey Sachs, um economista americano, o principal problema de Why Nations Fail é que se concentra demais nas instituições políticas internas e ignora outros fatores, como o progresso tecnológico e a geopolítica. Por exemplo, a geografia desempenha um papel importante na formação das instituições, e os governos fracos na África Ocidental podem ser vistos como uma consequência dos rios não navegáveis da região. Sachs também questiona a suposição de Acemoglu e Robinson de que os regimes autoritários não podem gerar crescimento econômico. Vários exemplos na Ásia, incluindo Singapura e Coreia do Sul, refutam facilmente os argumentos de Acemoglu e Robinson de que as instituições políticas democráticas são pré-requisitos para o crescimento econômico. Além disso, Acemoglu e Robinson ignoram fatores macroeconómicos como o progresso tecnológico (por exemplo, industrialização e tecnologia da informação).
Em resposta à crítica de Sachs, Acemoglu e Robinson responderam no blog do livro com doze pontos específicos. Em primeiro lugar, sobre o papel da geografia, Acemoglu e Robinson concordam que a geografia é crucial na formação das instituições, mas não reconhecem um papel determinista da geografia no desempenho econômico. Em segundo lugar, relativamente ao papel positivo que os governos autoritários podem desempenhar no crescimento econômico, particularmente no caso da China, o rápido crescimento econômico poderia ser parte do efeito de recuperação. Contudo, isso não significa que os governos autoritários sejam melhores do que os governos democráticos na promoção do crescimento. Ainda é muito cedo, segundo Acemoglu e Robinson, para tirar uma conclusão definitiva baseada apenas no exemplo da China. Por último, sobre a industrialização, argumentam que a industrialização depende das instituições. Com base na resposta de Acemoglu e Robinson, Sachs escreveu uma refutação em seu site pessoal.

### Paul Collier
O economista de desenvolvimento Paul Collier, da Universidade de Oxford, analisou o livro para o The Guardian. A resenha de Collier resume dois elementos essenciais para o crescimento segundo livro: primeiro, um estado centralizado e, segundo, instituições políticas e econômicas inclusivas. Com base no caso da China, um Estado centralizado pode tirar um país da pobreza, mas sem instituições inclusivas, tal crescimento não é sustentável, como argumentam Acemoglu e Robinson. Tal processo não é natural, mas só acontece quando as elites estão dispostas a ceder o poder à maioria em determinadas circunstâncias.

### Peter Forbes
Peter Forbes avaliou o livro para o The Independent : "Este livro, escrito por dois economistas norte-americanos, chega repleto de elogios de seus antepassados óbvios - Jared Diamond, Ian Morris, Niall Ferguson, Charles C. Mann – e consegue dar um grande sentido à história da era moderna, desde as viagens do descobrimento até aos dias de hoje." Além de elogiar o livro, a Forbes vincula a mensagem do livro à política contemporânea em países desenvolvidos como os Estados Unidos e o Reino Unido. Embora os dois países sejam, de longe, algumas das economias mais inclusivas do mundo, várias partes deles são, por natureza, extrativas – por exemplo, a existência de um sistema bancário paralelo, de conglomerados industriais, e assim por diante. Ele alerta contra as práticas extrativas sob o pretexto de uma economia inclusiva.

### Warren Bass
Warren Bass fez uma resenha do livro para o Washington Post, escrevendo: "É estimulante, tagarela, extremamente ambicioso e, em última análise, esperançoso. Pode, na verdade, ser uma espécie de obra-prima." Apesar dos aplausos, Bass também aponta diversas imperfeições do livro. Em primeiro lugar, a definição de instituição extrativa e inclusiva é vaga, de uma forma que não pode ser utilizada na elaboração de políticas. Em segundo lugar, embora Acemoglu e Robinson sejam ambiciosos na cobertura de casos de todas as nações ao longo da história, esta tentativa está sujeita ao escrutínio de especialistas e historiadores regionais. Por exemplo, a menção do Império Otomano como "altamente absolutista" pode não ser correta, dado o nível de tolerância e diversidade dentro do Império, em comparação com os seus homólogos europeus.

### William Easterly
Em uma crítica mista do livro para o Wall Street Journal, William Easterly em geral concordou com a plausibilidade da tese do livro, mas criticou a falha do livro em citar evidências existentes baseadas em estatísticas para apoiar a validade dos estudos de caso históricos. Por exemplo, no exemplo do livro sobre o Congo, a razão declarada pela qual o Congo está empobrecido é que o país está próximo aos antigos pontos de embarque do comércio de escravos. A abordagem deste estudo de caso histórico oferece apenas um dado.

## Prêmios e honras
- Prêmio Paddy Power e Total Politics Political Book 2012 (Assuntos Internacionais) [52]
- Prêmio Financial Times e Goldman Sachs Business, Livro do Ano de 2012, lista restrita[53]
- Prêmio Lionel Gelber 2013, Longlist[54]
- Arthur Ross Book Award de 2013, Menção Honrosa[55]

## Trabalhos relacionados
- A Riqueza das Nações de Adam Smith
- Armas, Germes e Aço, de Jared Diamond
- O espetáculo do crescimento, de William Easterly
- A Riqueza e a Pobreza das Nações, de David Landes
- Violência e Ordens Sociais por Douglass North, John Wallis e Barry Weingast
- O Sistema Mundial Moderno, vols. 1-4 por Immanuel Wallerstein